# Neoanathamna
Neoanathamna is een geslacht van vlinders van de familie bladrollers (Tortricidae), uit de onderfamilie Olethreutinae.

## Soorten
- N. cerinus Kawabe, 1978
- N. negligens Kawabe, 1978
- N. pallens Kawabe, 1980